# CRCソリューションズ
株式会社CRCソリューションズ（シーアールシーソリューションズ）は、かつて存在した情報処理・ソフトウェア開発などを事業とする伊藤忠商事グループの会社。

## 概要
1958年、日本ではまだ数例しかなかったコンピュータを使った受託計算・解析サービスを専門とする会社として、伊藤忠商事と国際航業が出資して設立された。
1970年代からシンクタンクやシステムインテグレーションなどのITコンサルティング事業を拡大し、その後はデータセンターの運営やソフトウェアの受託開発が中心になる。
1991年10月に株式を店頭公開。2000年12月に東京証券取引所二部上場、2002年9月に東証一部の指定を受ける。
2006年10月1日をもって、伊藤忠テクノサイエンスと合併し、伊藤忠テクノソリューションズとなった。

## 沿革
1956年、伊藤忠商事航空機部がベンディックス（アメリカ合衆国の自動車・航空機部品メーカー）の販売代理店になり、同社の真空管式コンピュータ「Bendix G-15」を扱うことになった。もともとは航空測量用としてアメリカ軍地図極東部への売り込みを検討していたが、実際には鉄道技術研究所や三菱電機伊丹製作所に納入された。G-15のデモンストレーションと販売のバックアップとしての計算センターを兼ねながらも、営利事業として計算受託サービス（コンピュータの時間貸し事業）を始めるため、1958年に伊藤忠商事と国際航業が出資（比率75%：25%）して東京電子計算サービス株式会社が設立された。
1959年1月、Bendix G-15Dを導入して計算受託サービスを開始。1961年4月、伊藤忠商事が国際航業の保有株を買い取り、東京電子計算サービスは商号を伊藤忠電子計算サービス株式会社に変更。
1963年、ベンディックスのコンピュータ部門がコントロール・データ・コーポレーション (CDC) に買収されると、伊藤忠商事もCDCの販売代理店になった。伊藤忠電子計算サービスは1966年1月に大型コンピュータのCDC 3600、1970年12月には当時世界最高速のスーパーコンピュータ CDC 6600 を導入。原子力開発の計算や本州四国連絡橋の強度解析などを受託した。
1971年10月、第一勧銀グループの資本参加により商号をセンチュリ リサーチ センタ株式会社（略称はCRC）へ変更。シンクタンク事業を開始。1972年10月、コンピュータを遠隔で利用できるリモート・バッチ・サービスを開始。1973年、CDC Cyber70-74を導入し、CDC 6600との2台で構築したシステム「CRCnet」による遠隔処理サービス (RCS) を開始。端末を大阪と東海村にある自社の営業所、清水建設、川崎重工業、動力炉・核燃料開発事業団の大洗研究所（当時、大洗工学センター）などに設置した。1980年にスーパーコンピュータ Cray-1、1988年にCray X-MP/18、IBM 3084Qを導入。
1991年7月、株式会社CRC総合研究所へ商号変更。10月に株式を店頭市場に登録・公開。受託計算・解析サービスからシステムインテグレーションやシンクタンク事業へ軸足を移す。
2000年12月、東京証券取引所二部上場。2001年8月、シンクタンク事業から撤退したことを反映するため、株式会社CRCソリューションズへ商号変更。2002年9月、東証一部の指定を受ける。2006年10月、伊藤忠テクノサイエンスと被合併し解散した。